# Vincenzo Pasquino
Vincenzo Pasquino (Torino, 3 ottobre 1990) è un mafioso e collaboratore di giustizia italiano.
Protagonista di un'ascesa criminale folgorante, che lo ha visto passare dagli assalti ai portavalori alle attività di brokeraggio per il traffico internazionale di stupefacenti, Pasquino era riuscito a diventare un membro di spicco della 'ndrangheta sul finire degli anni 2010. Arrestato il 24 maggio 2021 in Brasile nel corso di un'operazione internazionale, partecipata da Interpol e Dipartimento di Giustizia degli Stati Uniti, che aveva condotto anche all'arresto del secondo latitante più ricercato d'Italia, Rocco Morabito, ha iniziato a collaborare con la giustizia italiana nel maggio 2024.

## Biografia

### L'ascesa ai vertici della criminalità
Pasquino nasce a Torino da una famiglia di origini calabresi. Cresce in uno dei quartieri più difficili del capoluogo piemontese, Barriera di Milano, avvicinandosi al mondo del crimine nella prima adolescenza.
Si costruisce una fama di duro nel mondo delle rapine a mano armata e degli assalti ai furgoni portavalori, come dimostrato dal suo arresto nel 2012. All'epoca, appena ventiduenne, era stato tratto in arresto insieme al latitante Michele Bassu, nell'ambito di un'indagine maturata a seguito di una tentata rapina ad un portavalori. Parzialmente analfabeta, si era guadagnato la fiducia delle 'ndrine piemontesi attraverso azioni spettacolari come le rapine a mano armata ai portavalori e le spedizioni punitive nei confronti di esponenti della malavita albanese. Per i suddetti motivi, Pasquino è anche noto come "il capraro" e il "tosapecore".
Taciturno e defilato, Pasquino aveva catturato l'attenzione dell'antimafia per la prima volta l'8 settembre 2016. Monitorato nell'ambito di un'inchiesta volta ad accertare l'esistenza di una "procura parallela" in Piemonte, quella sera gli inquirenti ascoltarono Pasquino parlare di poliziotti, avvocati e giudici in servizio presso il Palagiustizia di Torino e, a suo dire, collusi con il sistema 'ndranghetista sulla base di un sistema clientelare basato su favoritismi. Di lì a poco sarebbe iniziata un'immensa raccolta di prove, poi culminata nella maxi-operazione Cerbero, che pochi mesi più tardi avrebbe condotto all'arresto di Antonio Piccolo, migliore amico di Pasquino, per il possesso e l'occultamento di 71 chilogrammi di hashish. Un'occasione, quella dell'arresto del Piccolo, che aveva rivelato agli agenti di polizia anche il ruolo di un'altra figura – Morena Maggiore –, che aveva avvertito Pasquino dell'arrivo dell'antidroga.

### L'alleanza tra i Pasquino e i Maggiore
Legato da un matrimonio a Morena Maggiore, con la quale ha avuto una figlia durante la latitanza in Brasile e che può essere ritenuta una figlia d'arte alla luce del contesto familiare. La Maggiore, infatti, è figlia del pluripregiudicato Giuseppe Maggiore, noto narcotrafficante e membro di spicco dell'omonima famiglia criminale siciliana: i Maggiore. Suddetta famiglia, che riveste un ruolo egemonico nei panorami criminali di Torino, Palermo e Catania, è nota per i legami di lunga data con Cosa nostra, in particolare con il clan Santapaola, ed è specializzata in una vasta gamma di attività criminose, tra le quali il traffico internazionale di droga, la tratta di armi, le rapine, la ricettazione, i furti e le estorsioni.
Non Torino, e neanche Palermo, ma Catania sarebbe la centrale operativa dei Maggiore. Il raggio d'azione della famiglia non sarebbe circoscritto soltanto alla città etnea – parzialmente controllata a mezzo delle armi su delega dei Santapaola e degli Ercolano –, perché esteso nell'intera provincia. Nello specifico, stando alle risultanze investigative, il centro operativo dei Maggiore sembrerebbe essere il piccolo comune di Militello in val di Catania, la cui cronaca giornaliera è, non a caso, dominata dalle gesta dei membri di questa famiglia.
Le indagini hanno appurato che i Maggiore sono riusciti a scalare i vertici della grande criminalità facendo ricorso, tra i vari mezzi, alle unioni sentimentali con i membri di altre famiglie criminali. Questo sarebbe stato il contesto dietro all'unione coniugale tra la suddetta Morena Maggiore e Pasquino, da cui era scaturita un'alleanza tra le due potenti famiglie – i Pasquino sono radicati sia in Calabria sia nel Torinese, dove sono ritenuti vicini alla politica locale e monopolizzano la cronaca del comune di Cigliano.

## L'arresto
Pasquino viene arrestato il 24 maggio 2021, al termine di una latitanza di due anni – era ricercato nel quadro dell'operazione Cerbero –, in compagnia di Rocco Morabito. Insieme a lui, era presente anche la moglie, Morena Maggiore, con la quale ha avuto una figlia durante la latitanza.
L'11 giugno è stata inoltrata ufficialmente la richiesta di estradizione in Italia alle autorità brasiliane da parte del Ministero della Giustizia, eseguita poi il 22 marzo 2024.
Trait d'union fra le 'ndrine e i cartelli latinoamericani, per conto delle quali e dei quali gestiva il traffico di sostanze stupefacenti transatlantico, Pasquino era uno dei papabili alla successione di Morabito, nonché tesoriere dei clan e stratega adibito all'amministrazione delle latitanze dei gregari. In contatto con i cartelli della droga messicani, colombiani e venezuelani, e tramite fra 'ndrangheta e Comando Vermelho, Pasquino ha attratto l'attenzione delle principali polizie ed antimafie mondiali – come dimostrato dal coinvolgimento di FBI, DEA e Dipartimento di Giustizia degli Stati Uniti nell'operazione che ne ha determinato l'arresto – e rappresenta il principale esponente della criminalità organizzata calabrese di nuova generazione.
Nel mese di dicembre dello stesso anno, su richiesta del pubblico ministero e nell'ambito del processo Cerbero, per Pasquino viene richiesta una condanna a ventiquattro anni di reclusione per reati attinenti al crimine organizzato e al traffico internazionale di droga. Viene condannato in primo grado, il mese successivo, a diciassette anni e al risarcimento di quindicimila euro al comune di Volpiano per danno di immagine.

## Il pentimento
Pasquino ha iniziato a collaborare con la giustizia italiana il 7 maggio 2024, nel contesto del processo Eureka, rilasciando dichiarazioni utili a identificare la rete di alleanze internazionali della 'ndrangheta e i retroscena del traffico di cocaina dal Sudamerica all'Europa. 
Il memoriale consegnato da Pasquino agli inquirenti, che è stato definito un «incubo per la 'ndrangheta», ricostruisce l'intricato e immerso sistema costruito dalle principali mafie transnazionali per comunicare, per effettuare pagamenti e per occultare e lavare il denaro illecito. Tra le organizzazioni menzionate nel memoriale, e di cui il pentito ha fornito informazioni in forza del fatto di aver collaborato con esse direttamente o indirettamente, figurano le 'ndrine Nirta, Agresta, Mammoliti, Giampà, Pelle e Romeo, Primeiro comando da capital, Comando Vermelho e clan della mafia turca, della Triade, della mafia albanese e della Mocro Maffia.
È stato definito il «Tommaso Buscetta della 'ndrangheta» alla luce dell'entità e della quantità di informazioni detenute sui clan calabresi e sui loro affari nel mondo, nonché per le similitudini tra le due biografie, come la cattura in Brasile, la decisione di collaborare volontariamente e il potenziale impatto del pentimento nella disarticolazione della rete globale delle 'ndrine.